# Last Rampage – Der Ausbruch des Gary Tison
Last Rampage – Der Ausbruch des Gary Tison (Originaltitel: Last Rampage: The Escape of Gary Tison) ist ein US-amerikanisches Filmdrama aus dem Jahr 2017. Regie führte Dwight H. Little, das Drehbuch schrieben Álvaro Rodríguez und Jason Rosenblatt. Die Hauptrollen in dem biografischen Film nach einem Sachbuch von James W. Clarke, übernahmen Robert Patrick und Heather Graham.

## Handlung
Last Rampage behandelt den Gefängnisausbruch von Gary Tison und Randy Greenawalt 1978, bei dem ihnen die drei Söhne Tisons helfen. Sie fliehen in einem alten Lincoln Continental, doch schon bald platzt einer der Reifen und bei der Beschaffung eines anderen Autos töten sie vier Personen. Auf der Flucht mit dem Ziel, nach Mexiko zu gelangen, töten sie ein junges Ehepaar und eignen sich deren Wagen an. Bei einer Polizeisperre kommt es zu einer Schießerei und der älteste Sohn Tisons wird getötet, die anderen – bis auf Gary Tison – können festgenommen werden. Zwei Wochen später wird Tison tot in der Wüste aufgefunden.

## Produktion
Der Film wurde zwischen Juni und Juli 2016 in Kalifornien gedreht.

## Veröffentlichung
Last Rampage – Der Ausbruch des Gary Tison erschien im September 2017 in den USA, in Deutschland 2019 auf DVD.

## Rezeption
Bei Rotten Tomatoes bekam der Film eine Zustimmungsrate von 64 Prozent, basierend auf 11 Kritiken. Bei Metacritic erreichte der Film eine Punktzahl von 50/100, basierend auf 5 Kritiken.